# Hematita (Antônio Dias)
Hematita é um distrito do município brasileiro de Antônio Dias, no interior do estado de Minas Gerais. Segundo o censo demográfico de 2022, realizado pelo Instituto Brasileiro de Geografia e Estatística (IBGE), sua população era de 2 052 habitantes e havia 680 domicílios particulares permanentes ocupados. Possui área de 180,79 km² conforme a Fundação João Pinheiro (FJP).
De acordo com o IBGE, em 2010 a população era de 1 992 habitantes e havia 751 domicílios particulares.

## História
O núcleo do distrito começou a surgir após o estabelecimento do casal Joaquim Amâncio de Souza e dona Guilhermina, que formaram família na área no começo do século XX. Com o passar do tempo cederam terras aos filhos e à Igreja Católica. A agricultura e a produção de carvão vegetal favoreceram o crescimento populacional da localidade.
O local era conhecido inicialmente como Cacunda, mas passou a se chamar hematita, uma vez que o mineral foi encontrado na área. O distrito foi criado pela lei estadual nº 843, de 7 de setembro de 1923, juntamente com o distrito de Melo Viana (atual Coronel Fabriciano). Contudo, este foi emancipado em 27 de dezembro de 1948. Desde então, Hematita prevalece como único distrito de Antônio Dias, além da sede.
Um ponto de referência do distrito é a Igreja São Sebastião, que foi construída em 1925. Uma das principais manifestações culturais da comunidade local é a marujada.